# Грімне
Грі́мне — село в Україні, у Львівському районі (колишній Городоцький район) Львівської області. Населення становить 1184 осіб. Орган місцевого самоврядування — Комарнівська міська рада. В селі діє Грімненська загальноосвітня школа. Село має старовинний дерев'яний храм Преображення Господнього та дві, відносно нові, муровані церкви (УГКЦ і ПЦУ). Діє музей командира УПА Романа Шухевчича. Через село проходить автошлях Т 1425. 

## Історія
Одна з перших згадок про село датується в документах 1410 роком, що може свідчити про існування села ще у княжі часи. На початку XVI століття село Грімне згадується як Громно і Грумно або Румно. У 1471 році Станіслав Ходч, тодішній руський воєвода і староста Камєнеця і Галича (згодом каштелян і староста Львова, староста генерал Русі, коронний польний гетьман і великий маршал Корони), заснував у Грімні римо-католицьку парафію, яка належала до найстаріших латинських церковних установ у цій місцевості. Старша була лише у Городку, заснована в 1372 році. Перші відомості про дерев'яну цекркву в Грімні, відносяться до 1618 року, коли вона була зруйнована татарами. Відбудована у 1620 році й прослужила понад 100 років. 

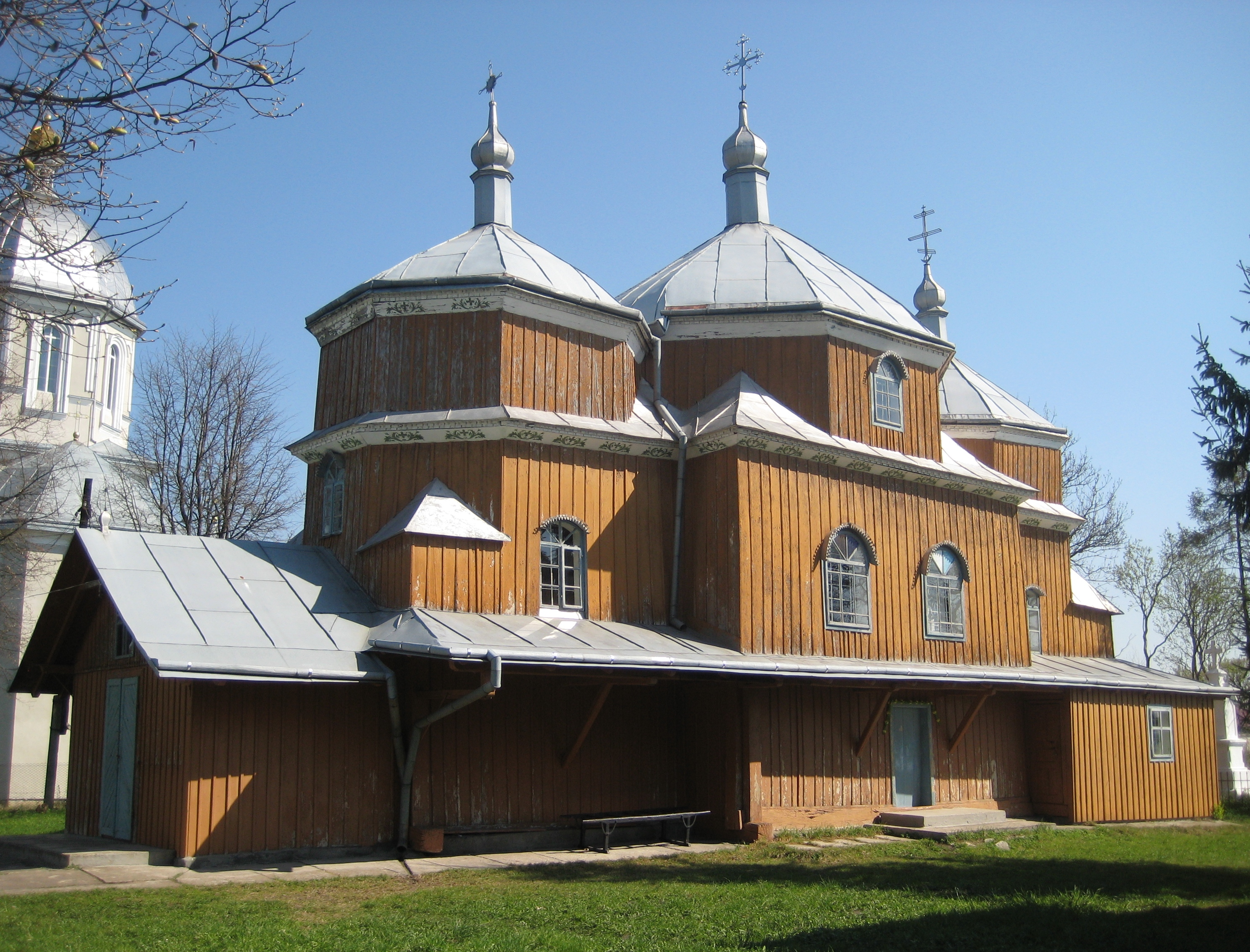
Дерев'яна церква Преображення Господнього.

За ілюстрацією 1515 р. в селі було 24 лани з кметями, корчма. Відомо що у 1602 році Пеленичка Андрій написав Євангеліє яке зберігалось у Грімні, а тепер у Російській національній бібліотеці в Санкт-Петербурзі.
Село зазнавало набігів татар, так у 1648 р. половину жителів села було полонено, спалено церкву і корчму, а багато тих, що залишилися повмирали від різних хвороб. В 1880 р. у селі проживало 2239 осіб. За релігійною належністю було — 1428 греко-католиків, 763 римо-католиків, 31 єврей, 17 інших віросповідань. У 1880 році в Грімні проживало: 1442 русини (українці), 780 поляків (у тому числі 763 католики), 31 єврей та 17 німців (австрійців)
У другій половині XIX століття у селі було придбані маєтки родом графа Ланцкоронських, який володів ними до 1939 року. Першим спадкоємцем цієї родини був Кароль Антоні, граф Ланцкоронський (1848-1933), тоді маєтком володіли його дочки: Аделаїда (1903-1980) та Кароліна (1898-2002). За їх ініціативою у 1936-1940 роках поруч із дерев’яним костьолом було збудовано новий, цегляний. Він був закінчений під час війни. На прохання радянської влади в 1940 році дерев'яний храму зруйнували, хоча цегляний ще не добудували, і після репатріації польського населення, в 1953 р. влада наказала знести мурований храм.

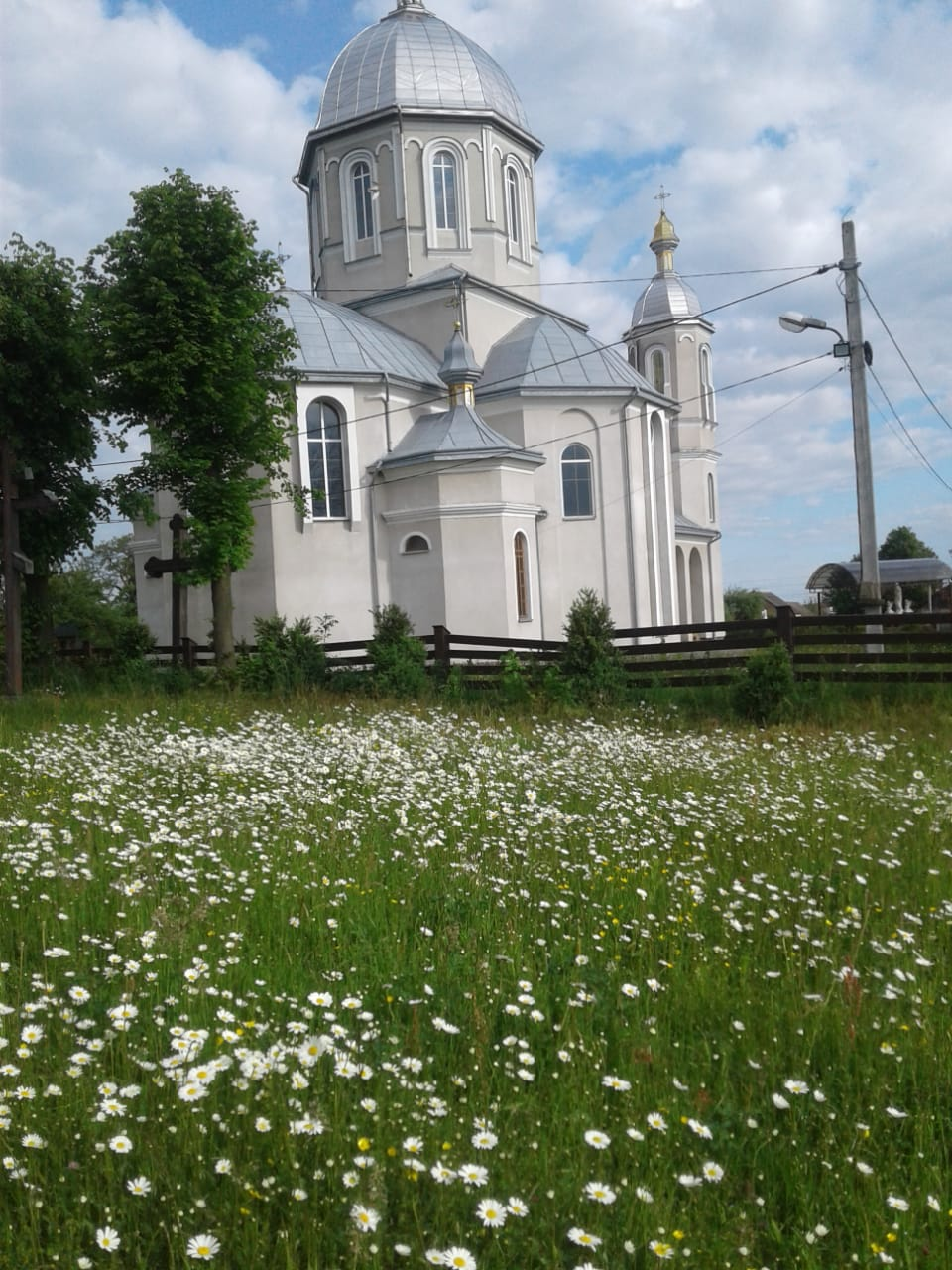
Церква УГКЦ в селі Грімне

Храм Успіння Пресвятої Богородиці

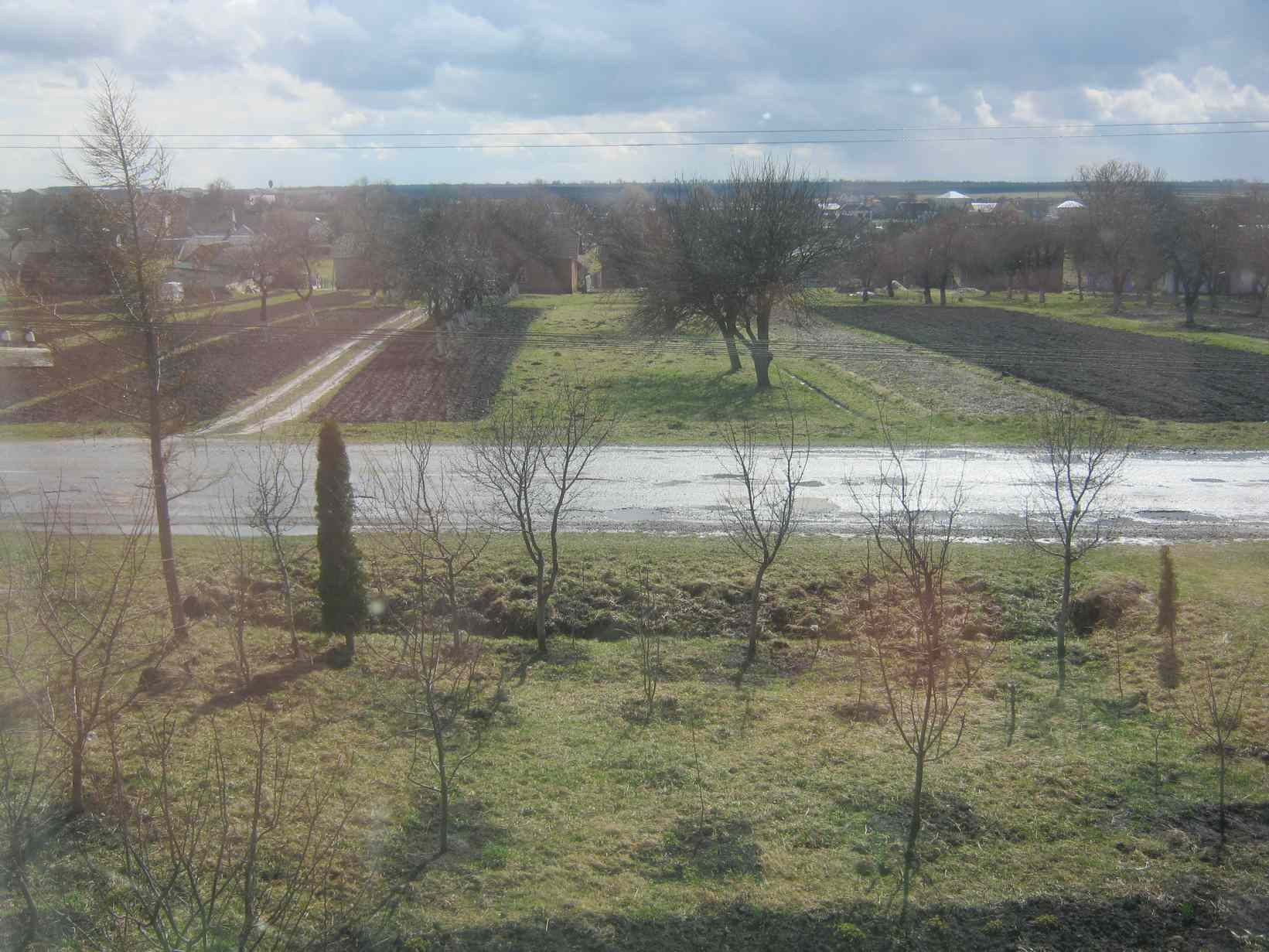
Вид з вікна одного із жителів

Грімненська сільрада утворилася 27 січня 1940 р. та знаходилася у будинку-плебанії, який тепер належить Українській греко-католицькій церкві. Під час Другої світової війни 60 жителів села було вивезено на примусові роботи в Німеччину, 139 чоловіків мобілізовано до Червоної армії. Деякі жителі села входили до лав УПА воюючи за незалежність Батьківщини. За даними радянських каральних органів велика кількість жителів Грімного активно діяла в підпіллі та допомагала ОУН. Провідником місцевої сітки ОУН був Тріль Онуфрій, який загинув у бою з військами МГБ. У 1944 р. відділи УПА ліквідували польську бойову пляцувку з 40 осіб, що знаходилась на території села, їх поховано на місцевому польському цвинтарі. 23 лютого 1947 року в селі було оточено в одній із хат та вбито трьох вояків УПА. Тепер у центрі села знаходиться пам'ятний хрест воякам УПА які загинули у боротьбі за волю України.
У 1947 році у селі Грімне діяв підпільний штаб командира УПА Романа Шухевича. Ця криївка згадується у спогадах охоронця Романа Шухевича — Михайла Зайця — «Зенка». Зокрема Він розповідає, що підпільний бункер Р. Шухевича у с. Грімне Дарія Гусяк організувала у будинку священника Пантелеймона Місюренка. За свідченнями Марії Гусяк, 5 березня 1948 р. на цій підпільній квартирі М. Заєць убив міліціонера, який зайшов у будинок для перевірки документів і випадково побачив двох озброєних воїнів ОУН.

Стара хата в селі Грімне із деревом якому близько 100 років

Зараз у цій раніше конспіративній хаті ентузіасти засновали музей Романа Шухевича.

## Населення

### Мова
Розподіл населення за рідною мовою за даними перепису 2001 року:
| Мова       | Кількість | Відсоток |
| ---------- | --------- | -------- |
| українська | 1377      | 100%     |

## Культові споруди
На південній околиці села стоїть дерев'яна церква Преображення Господнього, яка до 1990-х років належала православній громаді. Існуюча триверха церква збудована у 1777 р. на місці давнішої. На це вказує різьблений напис на надпоріжнику дверей до бабинця (переклад з «Інскрипції на дерев'яних церквах» В.Слободян): «Збудований дім Божий за священого ієрея Івана року Божого 1777 місяця травня 23». Під час одного з ремонтів добудована захристія з північної сторони вівтаря і частково нави, та присінок з заходу бабинця. Триярусний різьблений і золочений іконостас походить з XIX ст. Стіни церкви вкриває олійний живопис XX ст. Цікаво, що на південь від святині, одна біля одної, стоять дві дерев'яні дзвіниці: ліворуч — приземиста, стара, ще з 1777 року, частково пошкоджена пожежею 1980 року, праворуч — нова двоярусна стовпова з 1990 року, розміром 4,8×4,8 м, збудована майстром Іваном Рубахою з Кліцка. Дерев'яна церква доволі великих розмірів (20,0 х 10,7 м), має такі деталі, як трафаретні орнаменти на карнизах білого кольору. Бані храму незвично приплюснуті, а ось ліхтарики над ними навпаки витягнуті вгору, що додає церкві завершеного силуету. Церква належить громаді УГКЦ.
Поряд із дерев'яним храмом є нова мурована церква Успіння Пресвятої Богородиці, яка була освячена 21 серпня 2011 року владикою УГКЦ Тарасом (Сеньківим).
З північного боку села, знаходиться мурована церква Преображення Господнього, що належить громаді ПЦУ. Будівництво даного храму закінчено у 2001 р. Священник: Мирослав Попович. Попередній священик був Синевський Павло. Православна церква була збудована на місці православної каплички.

## Сучасність
У 2009 р. у Грімні була повінь. За переписом 2017 р. населення Грімного налічувало 1290 осіб, та зареєстровано 384 господарські двори.
У селі діють: Грімнівська ЗОШ І-ІІІ ступенів, дитячий садок, будинок культури «Просвіта».

### Музей Романа Шухевича
У 2007 році у селі відкрито Музей підпільного штабу УПА генерала Романа Шухевича. Ініціатором створення музею була Дарія Гусак (позивний «Нюся»), колишня зв'язкова Романа Шухевича. Експозиція музею розташована підвалі будинку де знаходився підпільний штаб Романа Шухевича у 1946 році.

### Грімненська загальноосвітня школа
До 2011 директором був Голубник Григорій Федорович. З 2011 року директором школи є Кіндрат Богдан Федорович.

## Грімненська сільська рада
Головою ради станом на 15 листопада 2015 року сільським головою є Дідик Олеся Василівна. Членами сільради є 16 осіб з яких 93,8% становлять позапартійні депутати і 6,3 % Політична партія Всеукраїнське об'єднання «Свобода».

## Відомі особистості
В поселенні народився:
- Панас Андрій Степанович (1971—2013) — український політик, підприємець.
- Станіслава Філіппіна Палеолог (1892-1968) — польська військовослужбовець, майор Війська Польського і комісар Державної поліції Польщі. Міністр польського уряду у вигнанні.